# Marian Roca i Munté
Marian Roca i Munté (Reus, Baix Camp, 14 d'abril de 1886 - Mèxic DF, 12 de març de 1976) fou un polític català i impressor.

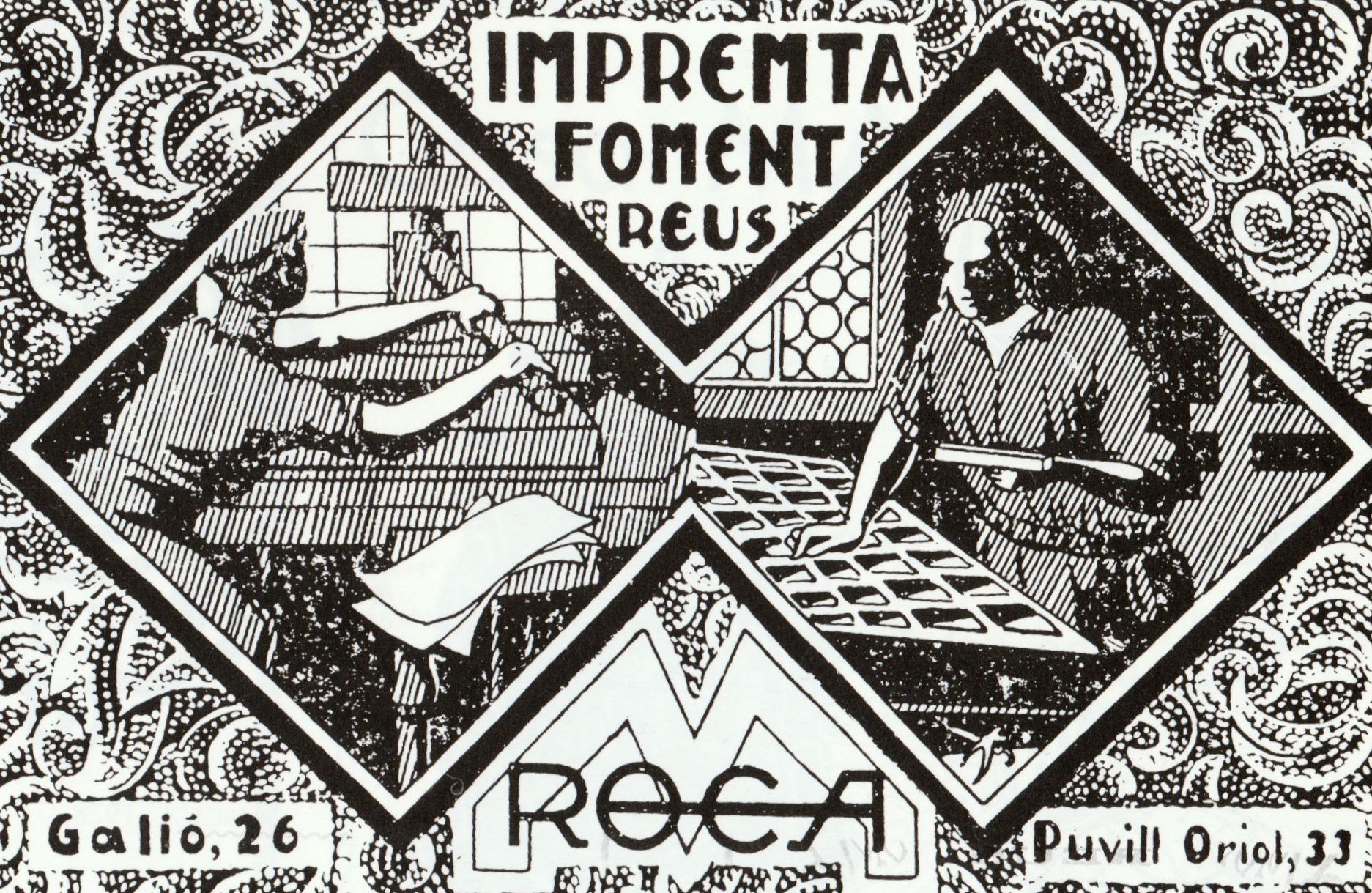
Marca d'impremta de Marian Roca treta d'una publicació del 1925

 Ben aviat la seva família es va traslladar a Sabadell. Tornats al Camp de Tarragona, amb nou anys va fer d'aprenent a una impremta, primer a Tarragona i després a Reus. Va arribar a presidir la Societat Tipogràfica, el sindicat d'impressors. Es va afiliar al Foment Nacionalista Republicà, i va ser director de Foment, el portaveu del partit, del 1916 al 1923. El 1922 va ser un dels fundadors de l'Associació de la Premsa de Reus. El 1910 EL FNR es va adherir a la Unió Federal Nacionalista Republicana. El 1912 assistí a Tarragona a l'Assemblea de la Unió Catalanista. En les juntes del 8 de gener de 1918 i del 4 de gener de 1921 va ser nomenat membre del Comitè d'Acció Política del Foment Nacionalista Republicà.
Va imprimir la Revista del Centre de Lectura de Reus i la majoria dels llibres que es van publicar a la ciutat entre 1927 i 1934. Durant la dictadura de Primo de Rivera va ser empresonat durant cinc setmanes al Castell del Rei, acusat de repartir fulls volants de contingut catalanista contra el directori militar. Per explicar aquests fets va publicar Cinc setmanes al Castell de Pilats (1925). Va vendre bons de l'Emprèstit Pau Claris promoguts per Estat Català per finançar els Fets de Prats de Molló. Va tornar a ser empresonat al vaixell Manuel Arnús pels fets del 6 d'octubre. Després de la Guerra es va exiliar a França, on va evitar els camps de concentració. Es va instal·lar a Montpeller, i va treballar a una impremta de Seta. El 14 d'abril de 1942 va marxar cap a Casablanca i d'allà, embarcat en el vaixell portuguès Nyassa, cap a Mèxic. Allà va treballar en la impremta propietat d'Avel·lí Artís. Es va fer soci de l'Orfeó Català, militant també a la secció local d'ERC. Va ser un dels organitzadors de la Conferència Nacional Catalana celebrada a la Ciutat de Mèxic el setembre de 1953. A més va ser redactor de la revista Xaloc. El 12 d'abril de 1976 va morir a Mèxic DF. Pòstumament es van publicar una part de les seves memòries que havia deixat manuscrites, amb el títol Records de la meva vida. Reus: Centre de Lectura, 1979.